# Nachum Asz

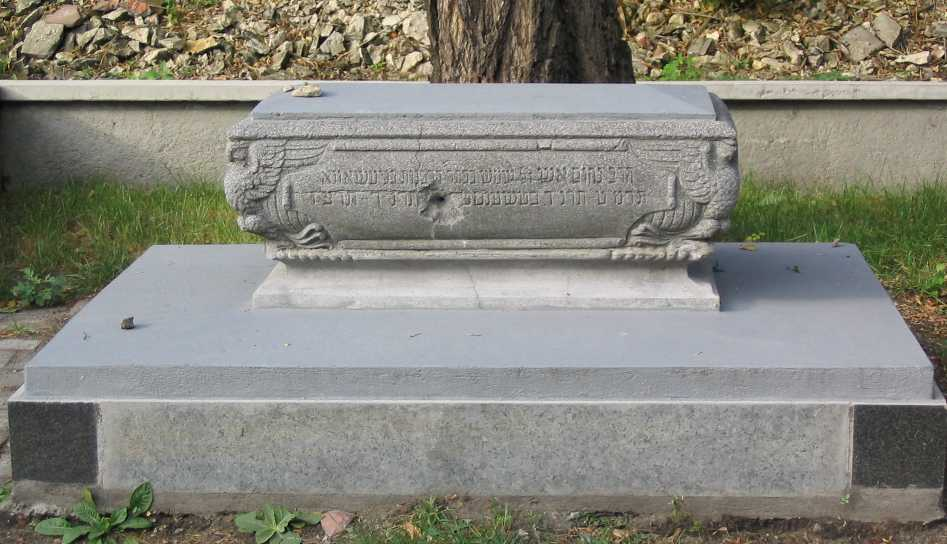
Nagrobek nadrabina Nachuma Asza w postaci tumby na cmentarzu żydowskim w Częstochowie

Nachum Asz (ur. 1858 w Grodzisku Mazowieckim, zm. 12 maja 1936 w Częstochowie) – rabin, przywódca częstochowskiej społeczności żydowskiej przez ponad 40 lat.

## Życiorys
Pochodził z podwarszawskiego Grodziska. Absolwent szkół talmudycznych. Pierwsze stanowisko rabiniczne otrzymał w Nieszawie, kolejne – w 1889 – w Częstochowie. Kompromisowy, związany z polskością, uczestniczył w uroczystościach patriotycznych i utrzymywał dobre stosunki z biskupem Teodorem Kubiną. Przeciwny jałmużnom, zamiast niej wolał potrzebującym udzielać pożyczek. Członek syjonistyczno-religijnego ugrupowania Mizrachi. W 1935 wydał po polsku rozprawę W obronie uboju rytualnego, będącą polemicznym głosem w dyskusji dotyczącej dokonywanego przez Żydów uboju zwierząt rzeźnych i ptactwa.
Doznał ataku serca podczas odbywającej się w synagodze akademii żałobnej w rocznicę śmierci Józefa Piłsudskiego. Kilka godzin później zmarł. Pochowany na cmentarzu żydowskim w Częstochowie.
Jego prawnuczką jest profesor Elżbieta Mundlak-Zborowska.